# 片葉の葦

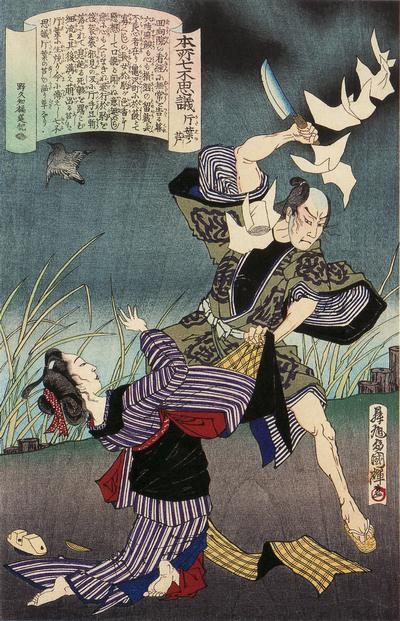
『本所七不思議之内 片葉の芦』（片葉の葦）三代目 歌川国輝・画

片葉の葦（かたはのあし）は、本所（東京都墨田区）を舞台とした本所七不思議と呼ばれる奇談・怪談の一つ。

## 概要
江戸時代の頃、本所にお駒という美しい娘が住んでいたが、近所に住む留蔵という男が恋心を抱き幾度も迫ったものの、お駒は一向になびかず、遂に爆発した留蔵は、所用で外出したお駒を追った。そして隅田川からの入り堀にかかる駒止橋付近（現在の両国橋付近の脇堀にかかっていた橋）でお駒を襲い、片手片足を切り落とし殺した挙げ句に堀に投げ込んでしまった。それ以降、駒止橋付近の堀の周囲に生い茂る葦は、何故か片方だけの葉しか付けなくなったという。